# Banda de 80m

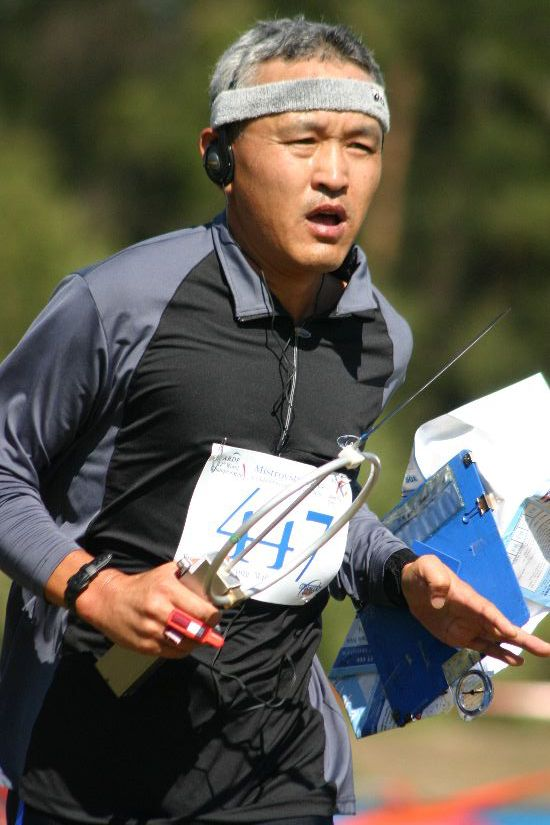
Banda de 80 m usado en el deporte mundial de orientación por radio.

La banda de 80m es una de las bandas más utilizadas por los radioaficionados en alcance local, regional y nacional. 

## Uso
La banda de 80m es una banda baja, o banda nocturna, por sus características de propagación. 
Por lo tanto, es una banda que está prácticamente cerrada de día, pero que de noche permite una gran actividad. Es sumamente sensible a la interferencia por ruido atmosférico (QRN) y al fading, 
Es una banda muy popular en los concursos de radioaficionados, ya que al igual que la banda de 40m, es una banda que funciona bien por la noche aún en períodos de baja actividad solar. Pero a diferencia de la banda de 40m, la banda de 80m tiene mucho más ancho de banda, por lo que es más confortable para quienes quieren usarla para una conversación periódica ("rueda") entre radioaficionados.
Además, por su frecuencia muy por debajo de los 14 MHz, permite a constructores con medios modestos construir equipos sencillos sin tantas exigencias como la banda de 17m o de frecuencias superiores.

## Antenas
Uno de los problemas más frecuentemente encontrados para operar en las bandas de 80m, es el tamaño de las antenas. Un dipolo para esta antena mide 40m, o sea, del orden de la envergadura de alas de un Airbus A320. 
- En ciudad, los radioaficionados utilizan habitualmente antenas dipolo acortadas, antenas verticales acortadas, o bien antenas loop magnéticas. Estas últimas presentan además la gran ventaja de ser sumamente direccionales, lo que reduce la captación de ruido.
- Quienes disponen de más espacio pueden utilizar una Yagi, una marconi, una sloper, un dipolo en V invertida, un dipolo acortado, o bien una G5RV.

## Propagación
La absorción de la capa D de la ionosfera prácticamente vuelve a esta banda inutilizable durante el día; algunos contactos son posibles con ángulos de tiro elevados. 
Pero al caer la noche las capas D y E desaparecen, y gracias a la capa F la banda de 80m recupera rápidamente una gran actividad; contactos regionales, nacionales e intercontinentales son rápidamente posibles.
Como la banda de 160m, el ruido de parásitos es fuerte en verano, pero reducido en invierno.

## Ancho de banda

### Región 1
En la Región 1 IARU: de 3,500 a 3,800 MHz.

### Región 2
En la Región 2 IARU: de 3,500 a 3,850 MHz.

### Región 3
En la Región 3 IARU: de 3,500 a 3,900 MHz.
- Datos: Q270936